# 岸本良久
岸本 良久（きしもと よしひさ、1961年9月17日 - ）は、日本のゲームデザイナー。株式会社プロフェット代表取締役社長。

## 経歴
1980年代初頭からデータイースト株式会社にてアーケードゲームの開発に従事。その後、株式会社テクノスジャパンを経て、「プロフェット」の屋号を掲げて、フリーランスのゲームデザイナー・プロデューサーとして活動。主に、株式会社ミント等の開発タイトルを数多くプロデュース。
データイースト時代の代表作は、1980年代半ばに流行したアーケード用レーザーディスクゲームの『サンダーストーム』、『ロードブラスター』。テクノスジャパン時代の代表作は、『熱血硬派くにおくん』を始めとした『くにおくんシリーズ』、『ダブルドラゴンシリーズ』等がある。岸本自身が高校時代は不良であり、暴走族でもあったことから「くにおくんシリーズ」を企画したというエピソードがある。
『熱血硬派くにおくん』と『ダブルドラゴン』で、コンピュータゲームの中でもベルトスクロールアクションゲームと呼ばれるゲームジャンルを確立させた。
フリーランスになってからは、携帯電話向けやブラウザゲームとして、パズルゲームや占いゲーム、ボードゲーム等を、また、コンシューマーゲーム機向けには『SIMPLE1500シリーズ Vol.28 THE ダンジョンRPG』や『ローグハーツダンジョン』といったローグライクゲーム等をプロデュースしている。
2010年4月1日、フリーランスの「プロフェット」の屋号を用いて、株式会社プロフェットを設立。

## 開発作品
1982年
- 『プロサッカー』（アーケード（以下「AC」））サブディレクター

1983年
- 『サンダーストーム』（アーケード用レーザーディスクゲーム（以下「LD」））ディレクター

1984年
- 『ロードブラスター』（LD）ディレクター

1986年
- 『熱血硬派くにおくん』（AC）ディレクター
- 『熱血高校ドッジボール部』（AC）ディレクター

1987年
- 『熱血硬派くにおくん』（FC）ディレクター
- 『ダブルドラゴン』（AC）ディレクター

1988年
- 『西遊降魔録 流棒妖技ノ章』（AC）ディレクター
- 『ダブルドラゴン』（FC）ディレクター
- 『U.S. Championship V'BALL』（AC）プロデューサー

1989年
- 『ダブルドラゴンII The Revenge』（AC）ディレクター
- 『ダブルドラゴンII The Revenge』（FC）プロデューサー
- 『WWFスーパースターズ』（AC）ディレクター
- 『V'BALL』（FC）プロダクションマネージャー
- 『ブロックアウト』（AC）プロデューサー

1990年
- 『ダブルドラゴンIII ザ・ロゼッタストーン』（AC）ディレクター

1991年
- 『ダブルドラゴンIII ザ・ロゼッタストーン』（FC）ディレクター
- 『WWFレッスルフェスト』（AC）プロデューサー
- 『すごろクエスト ダイスの戦士たち』（FC）

1992年
- 『初代熱血硬派くにおくん』（スーパーファミコン（以下「SFC」））プロデューサー
- 『Super Bowling』（海外版スーパーファミコン）プロデューサー
- 『リターン・オブ・ダブルドラゴン』（SFC）ディレクトサポート
- 『コンバットライブス』（SFC）プロデューサー

1994年
- 『新・熱血硬派くにおたちの挽歌』（SFC）ディレクター
- 『すごろクエスト++ -ダイスニクス-』（SFC）

1995年
- 『オセロワールドII 夢と未知への挑戦』（PlayStation（以下「PS」））プロデューサー
- 『超兄貴 究極無敵銀河最強男』（PS）プロデューサー

1996年
- 『超兄貴 究極…男の逆襲』（セガサターン（以下「SS」））プロデューサー
- 『スラムドラゴン』[3]（PS）プロデューサー

1998年
- 『カウボーイビバップ』（PS）プロデューサー

1999年
- 『ぐにゃぐにゃ』（PC）プロデュース

2000年
- 『SIMPLE1500シリーズ Vol.28 THE ダンジョンRPG』（PS）開発プロデューサー・ディレクター
- 『バウにゃっチュー』（PC）プロデュース
- 「プラスe」（以下「PE」）ファミレス端末の立ち上げメンバーとしてプロデュース担当
- 『タッチでウノー2』（PE）プロデュース担当
- 『ガイドスピリット』（PE）プロデュース担当
- 『ストレス＆健康チェック』（PE）プロデュース担当
- 『みつけろ』（PE）企画・プロデュース担当
- 『ディノあわせ』（PE）企画・プロデュース担当
- 『よいこののりものパラダイス新幹線』（PE）企画・プロデュース担当
- 『リバーシ』（PE）プロデュース担当

2001年
- 『SIMPLE1500シリーズ Vol.57 THE 迷路』（PS）プロデューサー
- 『ブルース・リー GOD』（PE）企画・プロデュース担当
- 『ハローキティ いろとかたち』（PE）プロデュース担当
- 『キキとララ しんけいすいじゃ』（PE）プロデュース担当
- 『ポムポムプリン まちがいさがし』（PE）プロデュース担当
- 『バッドばつまる ×○セブン』（PE）プロデュース担当
- 『世界一周まちがいさがし』（PE）プロデュース担当
- 『お絵かきスケッチ』（PE）プロデュース担当
- 『ケードロ』（PE）プロデュース担当
- 『りょーこ先生の診療室』（PE）プロデュース担当
- 『THE 蚊』（PE）企画ディレクション・プロデュース担当
- 『メールでGO』（PE）企画ディレクション・プロデュース担当
- 『元祖 王ちゃま』（PE）企画ディレクション・プロデュース担当

2002年
- 『すし占い』（PE）プロデュース担当
- 『動物ランド』（PE）企画ディレクション・プロデュース担当
- 『ザッツ・クイズ』（PE）プロデュース担当
- 『クロスワード』（PE）プロデュース担当
- 『ドラえもん』（PE）プロデュース担当
- 『上海』（PE）プロデュース担当
- 『ブロックくずし』（PE）企画ディレクション・プロデュース担当
- 『3Dパターゴルフ』（PE）プロデュース担当
- 『ファニーボウラーズ』（PE）プロデュース担当
- 『スライドパズル』（PE）プロデュース担当
- 『アニメパズル』（PE）プロデュース担当
- 『花火ファイト』（PE）プロデュース担当
- 『大富豪』（PE）プロデュース担当

2003年
- 『ミッキーとミニー』（PE）プロデュース担当
- 『リロ・アンド・スティッチ』（PE）プロデュース担当
- 『機動戦士ガンダム バトルシューティング』（PE）企画・プロデュース担当
- 『アンパンマン』（PE）企画・プロデュース担当
- 『クレヨンしんちゃん』（PE）企画・プロデュース担当
- 『ZOOO KEEPER』（PE）プロデュース担当
- 『パズループ』（PE）プロデュース担当

2004年
- 『イライラタッチ』（PE）企画・プロデュース担当
- 『このeたこ』（PE）プロデュース担当
- 『長江』（PE）プロデュース担当
- 『うなななっ』（PE）企画ディレクション・プロデュース
- 『VIER フィーア』（PE）企画ディレクション・プロデュース担当
- 『ダブルドラゴン アドバンス』（ゲームボーイアドバンス）スペシャルサンクス

2005年
- 『麻雀牌パズルゲーム 雀・雀・雀』（PE）企画ディレクション・デザイン・プロデュース
- 『ファイナルショット』（モバイル）企画ディレクション・プロデュース
- 『ミラクルアウト』（モバイル）企画ディレクション・プロデュース

2007年
- 『麻雀牌パズルゲーム 雀・雀・雀』
- 『VIER フィーア』（Windows、ダウンロードコンテンツ）
- 『天国と地獄』（Windows、ダウンロードコンテンツ）
- 『自分探しの冒険』（Windows、ダウンロードコンテンツ）
- 『ローグハーツダンジョン』（PlayStation 2）プロデューサー

2010年
- 『熱血硬派くにおくん』（Windows、ダウンロードコンテンツ）プロデューサー・ディレクター

2011年
- 『ダブルドラゴン』（Windows、ダウンロードコンテンツ）プロデューサー・ディレクター
- 『熱血硬派くにおくん すぺしゃる』（3DS）企画監修・シナリオ

2012年
- 『ボードゲーム：フィーア（VIER）』（スマートフォン　iOS版・Android版）プロデューサー・ディレクター
- 『熱血番長フィーア編』（スマートフォン　iOS版・Android版）プロデューサー・ディレクター
- 『りき伝説』（3DSダウンロード）企画監修
- 『ダブルドラゴンＮＥＯＮ』（Xbox・PS3）監修

2013年
- 『熱血硬派くにおくんSP 乱闘協奏曲』（3DS）企画監修・シナリオ
- 『ドラマ熱血硬派くにおくん』（実写映画・ドラマ）企画・シナリオ・監修
- 『RiverCityRansom』（kickstarter　PCソフト）監修

2017年
- 『ダブルドラゴンIV』（Steam、PS4、Switch）ディレクター

2019年
- 『熱血硬派くにおくん外伝 River City Girls』（PS4、PS5、Switch、Xbox ONE、Steam）スペシャルサンクス
- 『熱血硬派くにおくん外伝 イカすぜ！小林さん』（PS4、Switch、Xbox ONE、Steam）開発協力

## 関連書籍
- 「エンター・ザ・ダブルドラゴン」 （Yoshihisa Kishimoto:「Enter The Double Dragon」） - フランスのピクセンラブ社（pixnlove）から2012年に発売された自伝。